# Jaruára (jezik)
Jaruára jezik (ISO 639-3: jap; povučen iz upotrebe 18. 7. 2007.), jezik Jaruára Indijanaca, nekada se vodio kao dijalekt jezika jamamadí, a nakon što je proglašen jezikom ponovno je izgubio svoj status, te se vodi kao dijalekt jezika Jamamadí, porodica arauan. Ostali nazivi za njega su jarawara i yarawara. 
Govori ga oko 150 ljudi (1993 SIL) u sedam sela duž rijeka Juruá i Purus, danas na rezervatu Terra Indígena Jarawara/Jamamadi/Kanamanti.

## Vanjske poveznice
- Ethnologue (15th)
- Lengua Jarawara